# Rhombodera papuana
Rhombodera papuana är en bönsyrseart som beskrevs av Werner 1929. Rhombodera papuana ingår i släktet Rhombodera och familjen Mantidae. Inga underarter finns listade i Catalogue of Life.